# روث كير جاكوبي
روث كير جاكوبي (بالإنجليزية: Ruth Kerr Jakoby )‏ (ولدت في 2 سبتمبر 1929) وهي طبيبة أعصاب أمريكية وعضوة في مشروع مانهاتن.

## حياتها
ولدت روث كير جاكوبي في 2 سبتمبر 1929، في بالو ألتو، كاليفورنيا. أكملت كلية الطب في كلية الأطباء والجراحين بجامعة كولومبيا في عام 1956. أكملت إقامتها في جامعة جورج واشنطن في عام 1959.

### خبرتها الطبية
بدأت الدكتورة جاكوبي عملها الخاص في عام 1959. بعد عامين فقط من إكمال إقامتها، أصبحت أول دبلوماسية في المجلس الأمريكي للجراحة العصبية في عام 1961. وفي عام 1964، أصبحت زميلة في كلية الجراحين الأمريكية. شغلت الدكتورة جاكوبي منصب رئيس دائرة إصابات النخاع الشوكي في مستشفى فا في هيوستن، تكساس من 1977-1979. كما تدرس في كلية بايلور للطب كأستاذ مشارك في جراحة المخ والأعصاب.

### بعيداً عن الطب
أصبحت الدكتورة جاكوبي مهتمة بالمسائل القانونية المتعلقة بالمجال الطبي من خلال تجاربها في الطب، كما حضرت في كلية الحقوق بشمال فيرجينيا، وحصلت على درجة الدكتوراه في عام 1986. في عام 1989 ذهبت لتصبح عميد كلية أنطاكية للقانون. ركزت الدكتورة جاكوبي في المقام الأول على «قضايا الحمضيات والاندماجات في المؤسسات الطبية والقانونية والتعليمية».